# Oberburgau
Oberburgau ist eine Ortslage im Mondseeland im Salzburger Teil des Salzkammerguts wie auch Ortschaft und Katastralgemeinde der Gemeinde Sankt Gilgen im Bezirk Salzburg-Umgebung.

## Geographie
Die Oberburgau befindet sich 30 Kilometer östlich der Stadt Salzburg. Sie liegt um die 8 Kilometer südöstlich des Ortszentrums des Markts Mondsee am Südufer des Mondsee (481 m ü. A.) auf den schmalen Uferstreifen am Nordfuß des Schafbergs der Salzkammergut-Berge. Wenige Meter von der Mondsee-Uferlinie liegt der Kreuzstein (Mondsee), der aber nicht mehr zur Oberburgau gehört, sondern wie der gesamte Mondsee zur gleichnamigen Marktgemeinde und damit zum Land Oberösterreich. Gegenüber erheben sich die Mondseer Flyschberge mit dem Hochplett.
Die Ortschaft umfasst einige Ortslagen. Der Weiler Kienberg liegt bei Scharfling an der B154 Mondsee Straße, direkt an der oberösterreichischen Landesgrenze. Hier zweigt die L217 Kienbergwandstraße ostwärts ab, die mit einem Tunnel durch die Kienbergwand, den Nordabbruch des Schafbergs in den Mondsee, führt. Es folgen die Rotten Kreuzstein und Wiesenau am Mondseeufer. Beim wieder oberösterreichischen Ort See mündet die Kienbergwandstraße in die B151 Attersee Straße, während die Ortslagen rechtsufrig der Seeache, dem Bach vom Mondsee zum Attersee, weiter salzburgisch sind. Hier folgt die Rotte Letten-Labschneider. Oberburgau hat um die 50 Adressen mit etwa 120 Einwohnern.
Dabei bildet die Oberburgau eine verkehrsgeographische Exklave des Salzburger Landesgebiets. Der Gemeindehauptort St. Gilgen liegt hinter der Scharflinger Höhe (604 m ü. A.) am Wolfgangsee, 5 Kilometer südwestlich. Der Kienberg isoliert die östlichen Teile nochmals, und am Attersee liegt dann noch die ebenfalls salzburgische Unterburgau gänzlich isoliert. Der Gerichtsbezirkshauptort Thalgau befindet sich an die 15 Kilometer nordwestlich und ist über St. Lorenz respektive Mondsee erreichbar. Die Postleitzahlen sind hier 5310 Mondsee für Kienberg (Mondsee hat eine Salzburger Postleitzahl), und 4866 Unterach für die anderen Orte. Die Seefläche selbst ist gänzlich Mondseer Gemeindegebiet.
Zur Katastralgemeinde Oberburgau mit 1297,03 Hektar gehören auch die Berggebiete südlich, von der Scharflinger Höhe über die ganze Nordflanke des Schafbergs bis in die Schwarzensee-Senke zwischen Schafberg und Leonsberg. Der Schafberggipfelgrat mit dem Hauptgipfel (1782 m ü. A.) und der Spinnerin (1725 m ü. A.) bildet die Südgrenze, dann läuft sie in der Scharte zum Törlspitz als Landesgrenze hinunter zum Grenzgraben. In diesem Bereich liegt die Eisenau, eine große Alm. Die Holzingeralm und Plankenmoos am Kienberg und die Valtlalm am Schafberg-Westgrat werden heute nicht mehr genutzt.
| St. Lorenz (KG)                                        | Mondsee (KG, Gem. Mondsee, Bez. Vöcklabruck, OÖ) Mondsee |                                                                                   |
| Scharfling (O) (Gem. St. Lorenz, Bez. Vöcklabruck, OÖ) | Kompassrose, die auf Nachbargemeinden zeigt              | Au ∗ (O u. KG) Unterach ∗ (Gem. Unterach a. A., Bez. Vöcklabruck, OÖ) Unterburgau |
| Winkl (O u. KG)                                        | Ried (O u. KG)                                           | St. Wolfgang (O u. KG, Gem. St. Wolfgang i.Skg., Bez. Gmunden, OÖ)                |

∗ Au mit den Orten See, Au und Rochuspoint; die Ortsch. und KG Unterach grenzt um wenige Meter nicht an, der Ort liegt hinter Au.

## Geschichte, Infrastruktur und Sehenswürdigkeiten

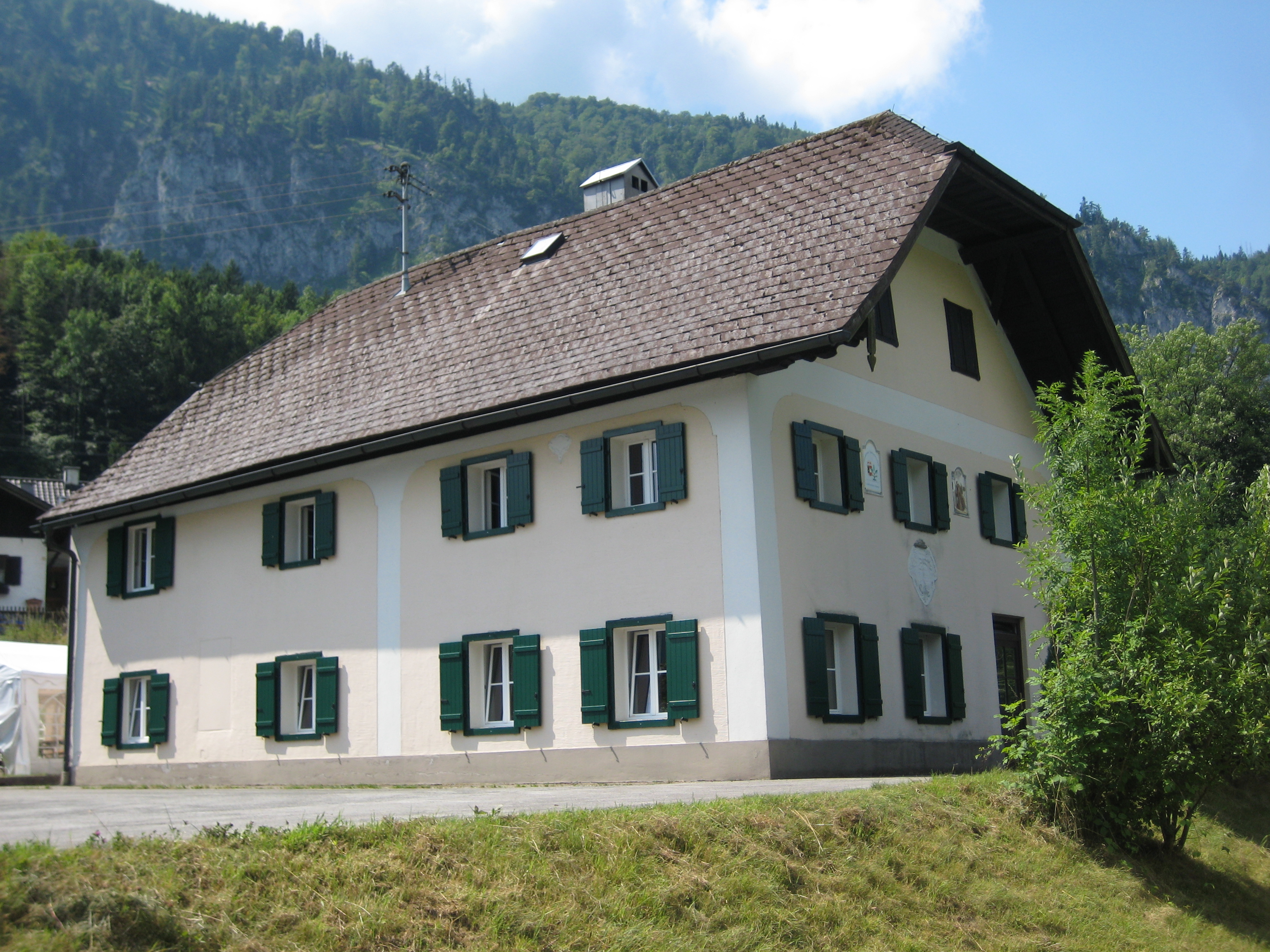
Forsthaus Oberburgau

Trotz der abgelegenen Lage ist eine vorgeschichtliche Besiedelung der Burgau nachweislich. Die Pfahlbauten von Scharfling sind schon für das 5. vorchristliche Jahrtausend befundet, die Pfahlbauten in See am Mondsee, Namengeber der Mondseekultur, gehören zu den bedeutendsten Ansiedlungen des Alpenraums in der späteren Jungsteinzeit (3800–3300 v. Chr.). Es wurden auch bronzezeitliche Werkzeuge gefunden. Eine Siedlungskontinuität ist aber ungeklärt, ebenso die Verhältnisse zur Römerzeit, die etwa in Unterburgau (beim Kaiserbrunnen) und Weißenbach (Römerstraße) auch nachweislich ist.
Herzog Odilo schenkte 748 die Güter im westlichen Salzkammergut teils dem Kloster Mondsee (Mondseeland), teils dem Bistum Salzburg (Salzburgland), wobei das Wolfgangland mit der bedeutenden Wallfahrt nach St. Wolfgang mondseerisch war. Die dazugehörigen Herrschaften waren Burg Wildeneck am Irrsee (Mitte des 12. Jahrhunderts erbaut) respektive Burg Hüttenstein an der Scharflinger Höhe (späteres 13. Jahrhundert). 1506 erwarben die Habsburger, die seit 1380 im Attergau Herren waren, auch Wildeneck (mitsamt der weltlichen Gerichtsbarkeit über das Mondseeland), verpfändeten es aber bis 1664 an Salzburg. Bei der Rückgabe postulierten die Salzburger Erzbischöfe ihre Landesherrlichkeit über die Burgau. Der Ortsname bezieht sich wohl auf die Herrschaft Hüttenstein, der einzigen Burg im Raum, er ist frühestens 1557 als „in der alten oder neuen Purggau“ urkundlich fassbar.
Erst mit einem Staatsvertrag vom 26. Mai 1689 zwischen Kaiser Leopold I. und Fürsterzbischof Thun kam die Burgau auch rechtlich an Salzburg. Kirchlich blieb die östliche Oberburgau trotzdem immer ein Teil der Pfarre Unterach, Scharfling mit Kienberg hingegen bei der Pfarre Mondsee. Es gab immer wieder Diskussionen, die Oberburgau aus Salzburg herauszulösen, und an Mondsee anzugliedert, was aber nie realisiert wurde.

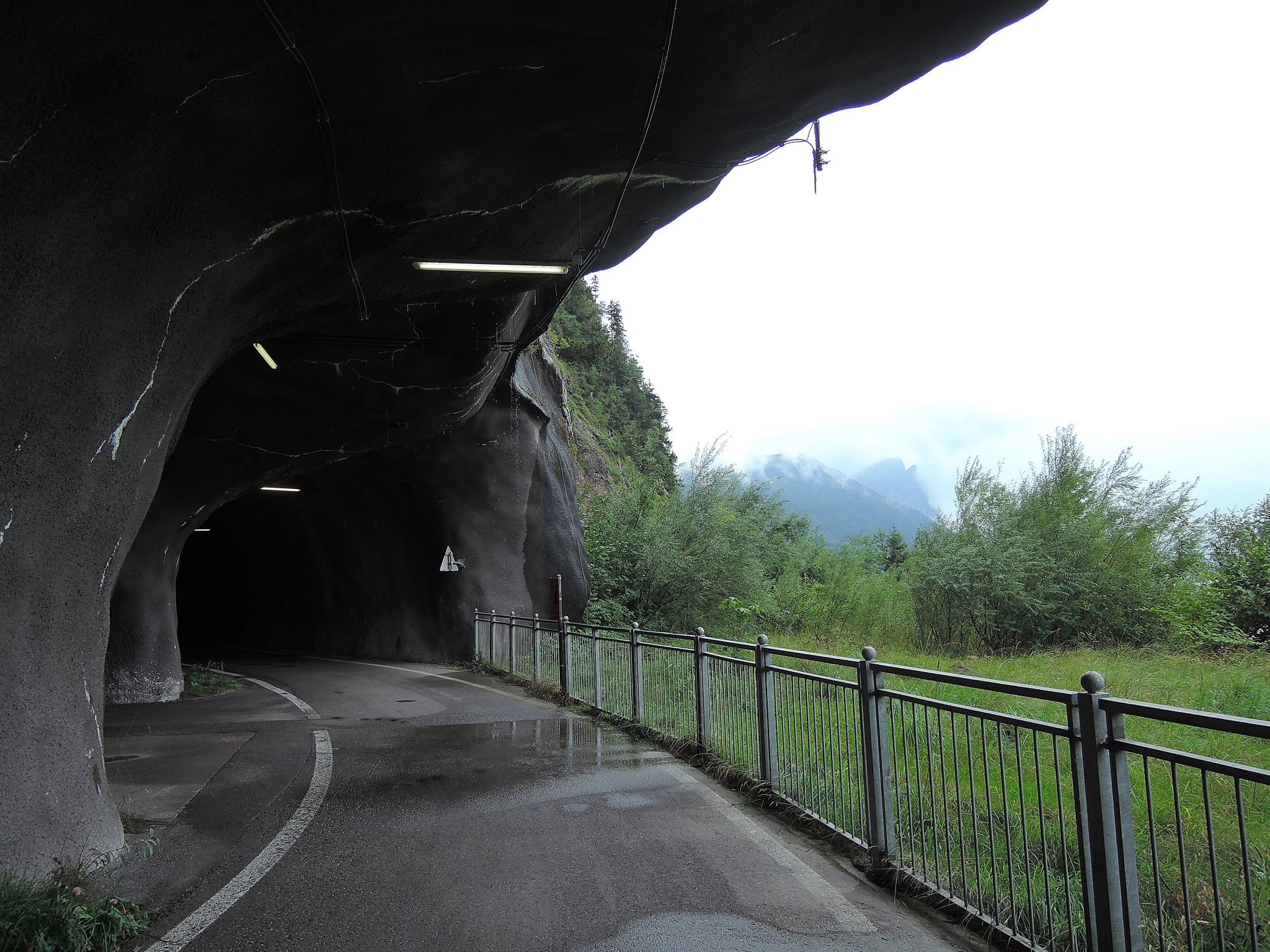
Die Kienbergwand-Tunnels (alte Landesstraße, heute Radweg)

Verkehrsmäßig waren die Umstände im Raum immer beschwerlich. Das ganze Wolfgangland lag insgesamt sehr isoliert, Hüttenstein ist nur über den St.-Gilgener Winkl erreichbar. Die Wiesenau ist vom Mondsee-Ostufer beziehungsweise Unterach gut zu erreichen, das lag aber selbst recht unzugänglich. Die Straße am Mondsee-Westufer von St. Lorenz her war bis in die Neuzeit unpassierbar, der Scharflinger Seewinkel war von Norden nur per Boot erreichbar. Erst Anfang des 16. Jahrhunderts wurde ein steiler Fuhrweg errichtet. Die Kienbergwand war gänzlich unpassierbar, von der Burg Hüttenstein wird der Höhenweg hinter der Kienbergwand (Holzingeralm – Plankenmoos) genutzt worden sein, in die Unterburgau wohl überhaupt über die Eisenau. Erst 1833 wurde die Scharflinger Seestraße in fahrbaren Zustand versetzt, um dem in der Sommerfrische-Zeit gestiegenen Interesse am Weg nach Bad Ischl nachzukommen. 1891 entstand die Ischlerbahn (Salzkammergut-Lokalbahn, SLKB), die von St. Lorenz bis St. Gilgen parallel zur Mondseer Straße verlief, sie hatte in Scharfling eine Haltestelle. Erst 1896 wurde die Kienbergwand-Straße erbaut, die mit zahlreichen Galerien direkt am See die Wand durchstieß. 1907 entstand die Straßenbahn Unterach–See, die 1950 wieder eingestellt und abgebaut wurde. Die Ischlerbahn wurde 1957 eingestellt. 2004 wurde die Straße durch die Kienbergwand, die zum Schluss wegen ihres viel zu schmalen und steinschlaggefährdeten Zustandes gesperrt war, mit einem 1200 Meter langen Tunnel völlig neu zu trassieren. Die alte Straße wurde als Radweg erhalten.
Bis in das 19. Jahrhundert stand hier nur einige Gehöfte, die primär vom Fischfang lebten.
Das fürsterzbischöfliche Forsthaus Oberburgau in Wiesenau wurde 1761 erbaut, es steht heute unter Denkmalschutz.
Die Eisenaualm wurde schon 1550 als bedeutende Alm erwähnt. Hier wurde auch ein kleiner Bergbau auf Eisen betrieben, von dem sie ihren Namen hat. In Wiesenau gibt es eine kleinere Schottergrube. Heute ist ein Pharmabetrieb in Wiesenau der wichtigste Arbeitgeber.
Tourismus spielt eine zu den anderen Seeorten vergleichsweise geringere Rolle, jedoch haben Kreuzstein und Wiesenau wenig besuchte öffentliche Badeplätze, die trotz der Schattlage als Geheimtipp gelten. Das Waldhotel Kreuzstein war bis 1975 ein Hotel.
Das Ortschaftsgebiet gehört gänzlich zum Landschaftsschutzgebiet Schafberg–Salzkammergutseen (LSG 46), der Mondsee ist Natura-2000-Gebiet (Mondsee–Attersee, FFH EU04). Der Egelsee, ein kleiner Moorsee bei Scharfling, der genau auf der Landesgrenze liegt, ist oberösterreichischerseits als Naturschutzgebiet ausgewiesen, salzburgischerseits geschützter Landschaftsteil. Für Wandertouren ist die Eisenau mit der Buchberghütte interessant. Von dort führt der Weg zur St.-Wolfganger Moosalm und zum Schwarzensee, und der Weg über die Himmelspforte, den Steig durch die Nordwand, auf den Schafberg. Dort liegen auch der Suissensee und auf der Landesgrenze der Mittersee, zwei der drei Bergseen in den Schafberg-Karen. Unterhalb der Schaflingerhöhe gibt es einen weiteren Weg über die Kesselalm und Schafbergalm auf den Schafberggipfel.